# Calligonum calvescens
Calligonum calvescens  es una especie de arbusto de la familia de las poligonáceas. Es originaria del norte de África, donde se distribuye por Argelia y Túnez.

## Taxonomía
Calligonum calvescens fue descrita por René Charles Maire y publicado en Bulletin de la Société d'Histoire Naturelle de l'Afrique du Nord 31: 113. 1941.
Sinonimia
- Calligonum arich Le Houér.	[3]